# L'eroe (film 2019)
L'eroe è un film del 2019 diretto da Cristiano Anania.
Si tratta dell'opera prima del regista Anania.

## Trama
Giorgio è un mediocre ma ambizioso giornalista trentenne. La sua vita cambia bruscamente quando il direttore del giornale decide di trasferirlo in una redazione di provincia. Proprio quando crede di aver trovato la sua nuova dimensione di vita, il direttore del giornale annuncia a Giorgio il suo licenziamento. Solo lo scioccante rapimento per mano di ignoti del nipote della più importante imprenditrice locale restituisce a Giorgio il suo lavoro di corrispondente. L’intero paese si mobilita alla ricerca del “mostro”.

## Produzione
Le riprese del film sono iniziate il 16 ottobre 2017. Il film è stato girato in tre città: Maratea, Roma e Napoli.
l film è prodotto da Mescalito Film, Green Film, Minerva Pictures Group e HQ Event & Production con il sostegno di Lucana Film Commission, Regione Basilicata, Regione Lazio e MiBAC ai sensi della normativa in materia di Tax Credit.

## Distribuzione
Il film è stato presentato in anteprima al Taormina Film Fest il 15 luglio 2018 ed è uscito nelle sale cinematografiche il 21 marzo 2019, distribuito da Mescalito Film.